# セブアノ語
セブアノ語（セブアノご、セブアノ語：Sinugboanon、英: Cebuano language）は、オーストロネシア語族、ヘスペロネシア語派、中央フィリピン諸語、中部フィリピン語群、南ビサヤ小語群に属する言語である。フィリピンのセブ州、ボホール州、ネグロス・オリエンタル州、レイテ州西部、さらにミンダナオ島西北部などで広く話されており、他にもごくわずかにサマール島に話者が存在する。これらの地域ではタガログ語（フィリピン語）よりもセブアノ語を母語とする人が多い。語順はVSO型である。フィリピンの言語は総じてスペイン語からの借用語が多いが、セブアノ語はタガログ語以上にスペイン語からの借用語が多い。

## 言語名別称
セブアノ語はセブ語、ヴィサヤ語、ビサヤ語とも呼ばれる。「セブアノ」とは地名のセブにスペイン語の-anoをつけたものである。言語グループとしてのヴィサヤ諸語と区別する必要がある。
- Sugbuhanon
- Sugbuanon
- ヴィサヤ語 (Visayan)
- ビサヤ語 (Bisayan)
- Binisaya
- Sebuano
- Bisaya
- Cebuan

## 方言
- セブ (ceb-ceb)
- Mindanao Visayan (ceb-min)
- レイテ (ceb-ley)
- ボホラノ語（英語版） (ceb-boh)

## 文字
母音文字3つ、子音文字14つの合計17文字からなる。スペイン植民地化以前の16世紀まではインド系の音節文字を使用していた。

## 音韻
子音14個、半母音2個、母音3個がある。

### 子音
p, t, k, b, d, g, m, n, ng [ŋ], s, h, ʔ, r, l
声門閉鎖音/ʔ/は、他の子音の後の位置に現れる場合のみ、ハイフンで表す。

### 半母音
w, y[j]

### 母音
a, i, o（※語末で口を広くして発音されるoはuと書かれる）

## 文法

### 形態論
接辞には接頭辞、接尾辞、接周辞、接中辞がある。
| pani-   | 語基の持つ意味の派生を示す hapon「午後」> panihapon「夕飯」    |
| -on     | 語基の持つ性質をのあることを示す hangin > hanginon「風のある」 |
| ka...an | 複数性、集合性、抽象性などを示す tawo > katawhan「人々」       |
| -in-    | 言語名に用いられる Tinagalog「タガログ語」                     |

### 統語論
基本語順はVSO型である。
文は拡大可能な述部と話題の2要素から成る。文には非動詞文と動詞文の2種類に分けられ、非動詞文はさらに、等位文、存在文、場所文、記述文、疑問文、所有文に分けることができる。動詞文は動詞の後に話題格標識の小辞がつく名詞句、すなわち、行為者または動作者、目的または目標、受益者または、間接目的、場所、道具が起こりうる。話題として選ばれた句の機能は動詞に現れる接辞で明示される。

### 疑似動詞構造
gusto「好む」, kinahanglan「必要な」, mahimo「可能な」は未然法の動詞に足して助動詞的な機能を果たす。なお、これらの語は意味的に中心となる動詞に先行する。
- Gusto ako muadto sa Cebu ugma.（好む-私-行く-[標識]-セブ-明日）
「私は明日セブへ行きたい」
- Kinahanglang muadto ako sa merkado.（必要な[＋連辞]-行く-私-[標識]-市場）
「私は市場へ行かなければならない」
- Mahimo bang mubasa ako ug libro?（可能-[疑問小辞＋連辞]-読む-私-[標識]-本）
「私にその本が読めるか」

### 法と相
法と相は動詞に接辞としてつけられる。
- 法：既然、未然、無然

既然：すでに始まっている行為を示す
未然：まだ始まっていない行為を示す
無然：命令や要求を示す
- 相：非使役相、使役相

非使役相：
　中立：瞬間的に終了する行為を示す
　進行：一定時間の継続的行為を示す
　適能：能力や可能性を表す
　配分：行為者や行為の数の概念を表す
使役相：中立使役相、進行使役相、適能使役相

### 態度小辞
態度小辞という小辞によって様々な意味を表す。
- kaha ＜可能性＞

Mahimo kaha kin?(可能性-[態度小辞]-これ）
「これは可能ですか」
- kono ＜伝聞＞

Maayo kono sila.（良い-[態度小辞]-彼(女)ら）
「彼(女)らは良いそうだ」
- gayud～gyud ＜確実性＞

Mao gyud na sila.（正しい-[態度小辞]-すでに-彼(女)ら）
「彼(女)らだ、間違いなく」
- unta ＜仮の願望＞

Gusto unta ko mupalit ug pagkaon.（望む-[態度小辞]-私-買う-[標識]-食べ物）
「私は食べ物が買いたい」

## 数
※"´"はアクセントの位置を表す
- 1 usá
- 2 duhá
- 3 tulú
- 4 upát
- 5 limá
- 6 unúm
- 7 pitú
- 8 walú
- 9 siyám
- 10 napúlu
- 11 napúlu'g usá（10と1の意味のnapúlu ug usáの縮まった形）
- 12 napúlu'g duhá
- 20 kawha-an
- 21 kawha-a'g usá

...
- 30 katlo-an
- 31 katlo-a'g usá

...
- 40 kap-atan/kap'atan
- 41 kap-ata'g usá/kap'ata'g usá

...
- 50 kalimaan/kalim'an
- 51 kalimaa'g usá/kalim'a'g usá

...
- 60 kaunuman/kan'uman
- 61 kaunuma'g usá/kan'uma'g usá

...
- 70 kapitu-an
- 71 kapitu-a'g usá

...
- 80 kawalo-an
- 81 kawalo-a'g usá

...
- 90 kasiyaman
- 91 kasiyama'g usá

...
- 100 usá ka gatos
- 101 usá ka gatos ug usá

...
- 1,000 usá ka libo
- 1,000,000 usa ka libo ka libo/ usa ka milyon